# Domitia Lucilla

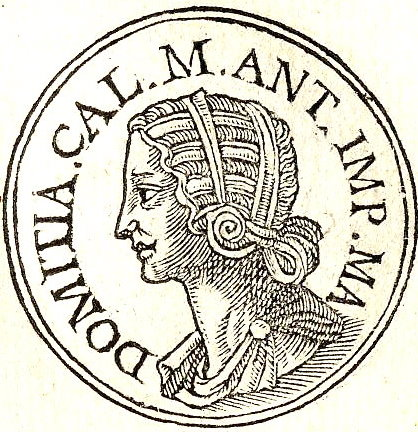
Domitia Lucilla

Domitia Lucilla, ook bekend als Lucilla of Domitia Calvilla (gestorven tussen 155 - 161 n.Chr.) was een Romeinse dame van hoge komaf. Ze was de moeder van keizer Marcus Aurelius.
Domitia was een dochter van Catila en kleindochter van Lucius Catilus Severus, tweevoudig consul en prefect van Rome. Haar vader heette Tullus Domitius Calvisus en ze was familie van Lucanus Domitius. Over haar vader is alleen bekend dat hij een zeer rijk ondernemer was en in 109 als consul diende.
Haar vader en oom bezaten een steenfabriek aan de Tiber, vlak bij Rome. Dit bedrijf heeft bouwmateriaal geproduceerd voor alle grote monumenten in Rome, zoals het Colosseum, het Pantheon en het Forum Traiani. Er werden stenen geëxporteerd naar Frankrijk, Spanje, Noord Africa en naar andere landen rond de Middellandse Zee.
Domitilla Lucilla trouwde met Marcus Annius Verus, een praetor uit een zeer rijke familie, gelieerd aan de senaat. De zuster van Verus was Faustina de Oudere, de bekende en in haar tijd geliefde keizerin, vrouw van Antoninus Pius. De grootmoeder van Marcus Annius Verus was Salonina Matidia, een nicht van Trajanus.
Ze hadden twee kinderen: een zoon, de latere keizer Marcus Aurelius (genoemd naar zijn vader) geboren op 26 april 121 en een dochter, Annia Cornificia Faustina (123-152). Verus overleed in 124. De kinderen werden opgevoed door hun moeder en door de schoonvader (Antoninus Pius) geadopteerd. Marcus Aurelius zou de steenfabriek erven.
Tot de kringen van Domitia Lucilla behoorde ook Didius Julianus, die in deze tijd jurist werd en daarmee door Domitia Lucilla is geholpen.
Domitia Lucilla was een rijke en machtige vrouw. In zijn geschrift "meditaties" beschrijft Marcus Aurelius haar als een warme en vrijgevige persoonlijkheid, die een eenvoudig leven verkoos boven de glamour van het hofleven. Haar laatste jaren heeft ze wel aan het hof doorgebracht, in het gezelschap van haar zoon.